# Ringrot

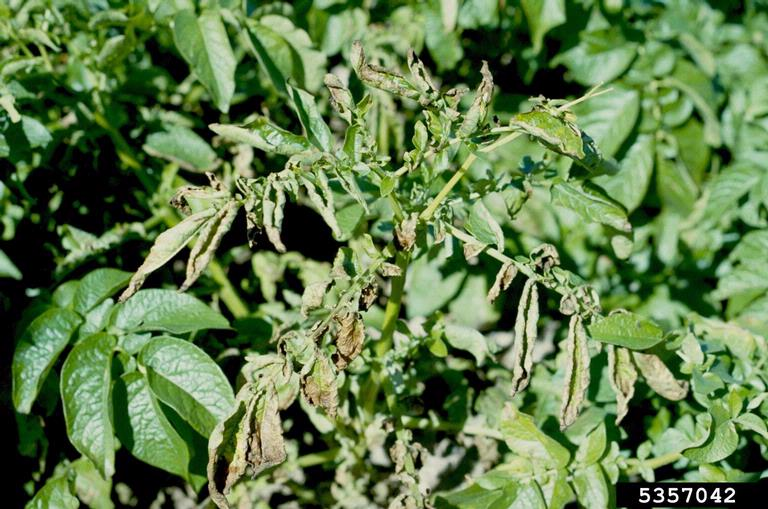
Aardappelplant met bacteriële verwelking.

Ringrot is een plantenziekte die wordt veroorzaakt wordt door de bacterie Clavibacter michiganensis subsp. sepedonicus. Hij tast alleen de aardappelplant aan, want dat is de enige waardplant voor de bacterie.
De top van de plant verwelkt, de bladeren vergelen en krullen om. In de knol ontstaat een ringvormige rotting en een scheur. 